# Damien Spagnolo
Damien Spagnolo (ur. 28 kwietnia 1985) – francuski kolarz górski, srebrny medalista mistrzostw świata i Europy.

## Kariera
Pierwszy sukces w karierze Damien Spagnolo osiągnął w 2008 roku, kiedy zdobył srebrny medal w downhillu podczas mistrzostw Europy w St. Wendel. Uległ tam jedynie swemu rodakowi, Florentowi Payetowi. Na rozgrywanych trzy lata później mistrzostwach świata w Champéry również był drugi w tej konkurencji. W zawodach tych wyprzedził go jedynie Brytyjczyk Danny Hart, a trzecie miejsce zajął Samuel Blenkinsop z Nowej Zelandii. W downhillu był także szósty na rozgrywanych rok później mistrzostwach świata w Leogang. Ani razu nie stanął na podium zawodów Pucharu Świata w kolarstwie górskim.